# Очеретянка мадагаскарська
Очеретя́нка мадагаскарська (Acrocephalus newtoni) — вид горобцеподібних птахів родини очеретянкових (Acrocephalidae). Ендемік Мадагаскару. Вид названий на честь британського колоніального адміністратора і орнітолога Едварда Ньютона.

## Опис

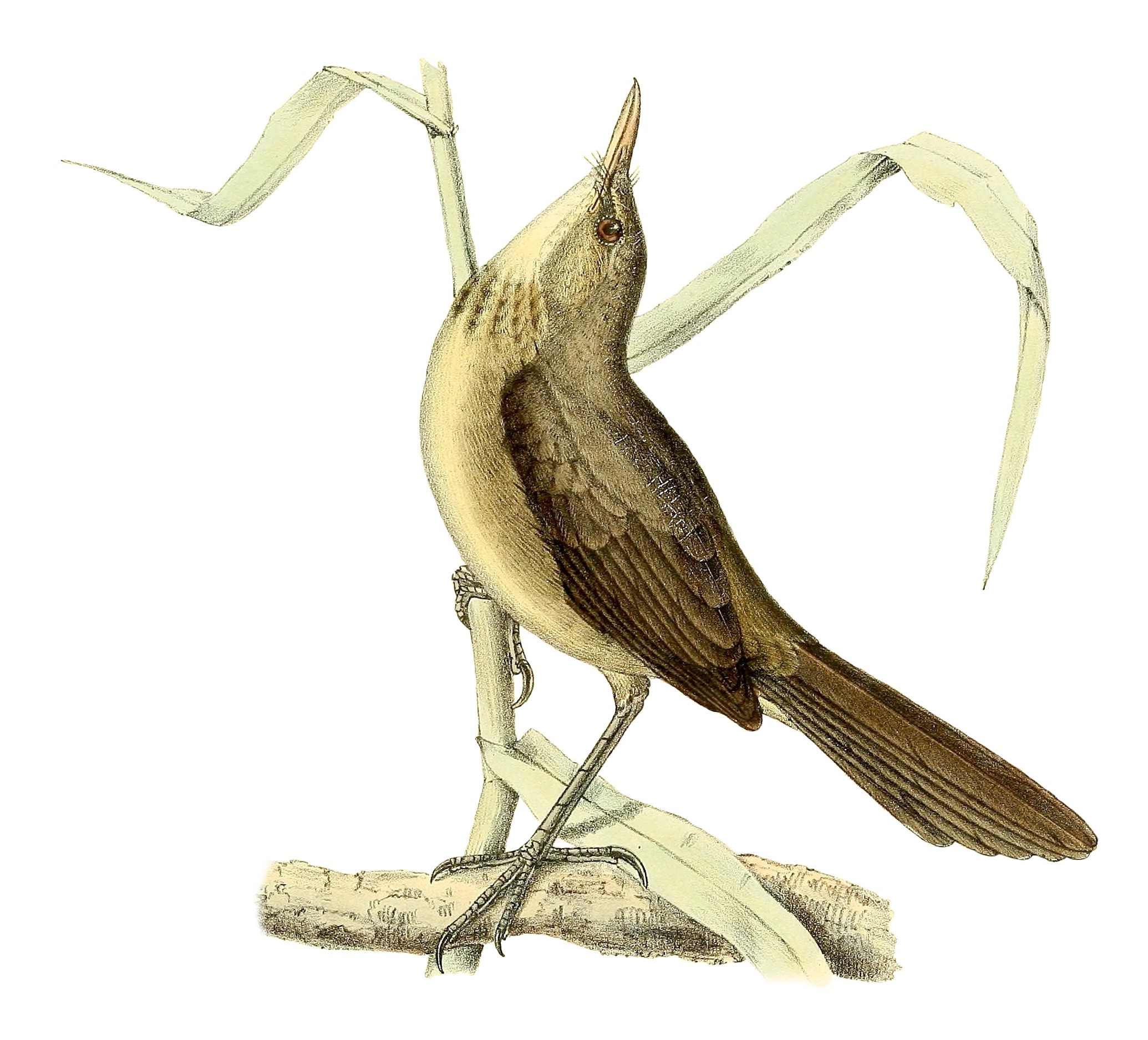
Мадагаскарська очеретянка

Довжина птаха становить 18 см, вага 14,5-20,5 г. Дзьоб довгий, лапи відносно довгі, хвіст східчастий, крила відносно короткі, округлі. Верхня частина тіла темно-сіро-коричнева, нижня частина тіла сірувато-біла, боки і живіт світло-коричневі або охристі, горло і груди поцятковані сіро-коричневими смугами. Навколо очей світлі кільця, через очі ідуть темні смуги. Очі темно-червонувато-карі, дзьоб зверху чорнуватий, знизу рожевуватий або сірий, на кінці темний, лапи темно-сірі. Виду не притаманний статевий диморфізм. У молодих птахів смуги на грудях відсутні.

## Поширення і екологія
Мадагаскарські очеретянки є ендеміками острова Мадагаскар. Вони живуть на болотах, в очеретяних заростях на берегах річок і озер і в мангрових заростях. Віддають перевагу стоячій воді, зустрічаються поодинці або невеликими сімейними зграйками, на висоті до 2500 м над рівнем моря. Живляться комахами, яких шукають серед очерету. Сезон розмноження триває з травня по січень з піком у листопаді-грудні. В кладці 2-3 яйця.